# Les filles del Reich
Les filles del Reich (títol original en anglès, Six Minutes to Midnight) és una pel·lícula dramàtica bèl·lica del Regne Unit de 2020 dirigida per Andy Goddard amb guió de Goddard, Celyn Jones i Eddie Izzard. La protagonitzen Izzard, Judi Dench, Carla Juri, James D'Arcy i Jim Broadbent. S'ha doblat i subtitulat al català.
Les filles del Reich es va estrenar als cinemes catalans el 16 d'octubre de 2020.

## Premissa
A l'Anglaterra de 1939, Thomas Miller és un professor d'anglès que ha acceptat un lloc d'última hora a l'escola Augusta-Victoria, a la costa sud anglesa, a la qual els nazis alemanys d'alt rang envien les seves filles. Sota l'atenta mirada de la directora, la senyoreta Rocholl, i de la seva devota ajudant Ilse Keller, les noies practiquen anglès i aprenen a representar l'ideal de la dona alemanya.

## Repartiment
- Eddie Izzard com a Thomas Miller
- Judi Dench com a Srta. Rocholl
- Carla Juri com a Ilse Keller
- James D'Arcy com a capità Drey
- Jim Broadbent com a Charlie
- Celyn Jones com a caporal Willis
- David Schofield com a coronel Smith

## Producció
En una entrevista amb Chortle, l'actor Eddie Izzard va acabar de coescriure el seu primer guió amb Celyn Jones en un escenari de la Segona Guerra Mundial, que va tenir lloc a Bexhill-on-Sea, on va créixer Izzard. Sarah Townsend, antiga xicota d'Izzard, havia estat dirigida originalment per dirigir la pel·lícula després de col·laboracions anteriors en documentals amb Izzard. Tot i això, es va anunciar que el director seria Andy Goddard, que és conegut pel seu treball a Downton Abbey. El mateix dia, Judi Dench va ser escollit com a directora. Lionsgate distribuirà la pel·lícula a nivell nacional, amb els drets de distribució internacional actualment a la venda.
El rodatge principal va començar el 3 de juliol de 2018 i va durar sis setmanes, rodant a Gal·les i diversos llocs del Regne Unit.